# 高木誠利
高木 誠利（たかぎ まさとし、1961年8月5日- ）は、通信機や放送技術を専門とする技術評論家。電子工作の著作も多い。

## 人物・来歴
- 1980年 千葉県立千葉南高等学校卒
- 1984年 国立電気通信大学電気通信学部電波通信学科卒。以後、放送通信関係の仕事に従事[1]。
- 1995年 アマチュア局としては初のスペクトラム拡散、並びに音声デジタル変調通信の免許を受ける
- 2012年 米国QST誌（ARRL機関誌）のプロダクトレビュー、国内初の解説をQEX Japan誌にて発表
- 2015年 電波法令のスプリアス規定改正の総合的解説をQEX Japan誌にて発表

年に数作の新機器をアマチュア無線フェスティバル、各種講演会、雑誌上で発表
2021年5月、2022年６月に相次いで発表された著作　日本アマチュア無線機名鑑に於いて、無線通信が始まってから2000年までに発売された約1700機種すべてのアマチュア無線機を解説した。

## 新規性のある発表機器
- まじかるくらぶ方式、デジタルトランシーバ（PCM　G.711準拠）
- 改良式まじかるくらぶ方式、デジタルトランシーバ(AD-PCM　G.721準拠）
- 直接拡散式スペクトラム拡散アダプタ並びにトランシーバ
- 直列変調方式、3.5MHzAM送信機
- 送受信共用型14MHzDSBトランシーバ
- 長波誘導無線用バーアンテナ
- 長波用点波源型送信アンテナ(整合装置含)
- 短波用ブロードバンドアンテナの動作解析、自作方法解説
- 自作無線機用標準回路シリーズ
- VHF，UHF用V型ブロードバンドアンテナ
- RZ-SSB送信機、受信機（含リニアライザ）
- ディレイタイムキーヤー（キータイミングを遅らせ、送受信切り替えを先行させるキーヤー）
- 2200mバンド(135kHz~137.95kHz）直接合成の
　汎用マイコンチップ利用DDS（ダイレクト・ディジタル・シンセサイザー）発振器
- スイッチング電源用FET式　40W-2200mバンド　CW送信機
- ITU-T G.227準拠、疑似音声雑音発生回路

## 過去の発表プログラム （すべてフリーソフト）
- 短縮アンテナ開発統合ソフトANTHELP　(anthelpwin.exe)
- 合成抵抗算出ソフト　gousei.exe
- 電子整理簿　seiribo.exe
- PICマイコン 16F84A　による汎用DDS
- PICマイコン 18F1220　による汎用DDS

## 主な著書
- 現代エレクトロニクス常識中の常識
- 現代エレクトロニクスの基礎知識
- HFトランシーバー120%ガイド
- 実験で学ぶトランジスタとOPアンプ
- 秋月電子通商の電子キットを作る（共著）
- SSBトランシーバ回路図集
- HFトランシーバメンテナンスガイド
- きれいに地デジを映す本（共著）
- 理科学教材キットで工作と実験を楽しむ本（共著）
- 日本アマチュア無線機名鑑　1976年までの全アマチュア無線機紹介
- 日本アマチュア無線機名鑑Ⅱ　1977年～2000年の全アマチュア無線機紹介
- 日本アマチュア無線機名鑑Ⅲ　戦前から最新までのアマチュア無線機の技術を紹介